# Sălcuţa-kultura
Sălcuţa-kultura [səlku'ca] je bakrenodobna kultura nazvana po višeslojnom prapovijesnom nalazištu Piscul Cornişorului kraj mjesta Sălcuţa, nedaleko od Craiove, Rumunjska. Najstariji sloj sadrži nalaze neolitičke starčevačke kulture, a nakon sterilnoga sloja slijedi sedam stambenih horizonata s nalazima koji dokumentiraju cjelovit razvoj kulture Sălcuţa. Naselje je bilo zaštićeno dubokim jarkom, a nastambe pravokutna ili eliptična tlorisa građene su od drva i zemlje. Uz poljodjelstvo i stočarstvo, razvijena je bila i preradba bakra. Zajedno s nalazištima Bubanj u Srbiji i Krivodol u Bugarskoj Sălcuţa predstavlja jedinstvenu pojavu ranoga eneolitika u istočnoj i južnoj Srbiji, na Kosovu, u Pelagoniji, Olteniji i zapadnoj Bugarskoj.